# ファルマシア
ファルマシア (Pharmacia) は、かつて存在した製薬・ライフサイエンス企業で、本社はスウェーデン・ウプサラに存在した。Pharmaciaはラテン語の製薬・薬局の意。ファルマシアの商号は子会社の設立・独立や他社との合併に伴い変遷を重ねている。なお日本薬学会の学会誌にも「ファルマシア」(Farumashia) があるが、当社とは関係ない。
1911年ストックホルムに設立され、1951年ウプサラに移転した。ウプサラ大学との共同研究も多く行い、医薬品のほか研究・試験用試薬なども開発した。1967年には、試薬等の製造部門としてファルマシア・ファインケミカルズを設立した。
ファルマシアは1991年に栄養・血液関係の製薬企業カービ社 (Kabi Vitrum) と合併してカービ・ファルマシアと称した（カービ部門は後にファルマシア&アップジョンからフレゼニウス社に売却されフレゼニウス・カービとなった）が、1995年にはアメリカのアップジョンと合併してファルマシア＆アップジョンとなり、本拠をロンドンに移した。
ファルマシア&アップジョンは2000年にモンサントと合併し、モンサント本体に移された農薬部門を除いて再びファルマシアという名の子会社になった。
2003年4月にファルマシアはファイザーに買収された。また、日本法人も同年8月にファイザー製薬株式会社と統合され、ファイザー株式会社となった。
また2004年にはウプサラにあったファイザーのアレルギー診断薬部門が買収されてファルマシア・ダイアグノスティクス (Pharmacia Diagnostics) となったが、2006年にはファディア (Phadia) と改称した（日本法人はファディア株式会社）。
会報誌『SCOPE』は、久里洋二が表紙デザインを手がけた。

## ファルマシア・ファインケミカルズ
ファルマシア・ファインケミカルズはバイオテクノロジー関係で業績を伸ばし、1986年にLKBプロダクツ (LKB-produkter AB) を買収してファルマシア・ＬＫＢバイオテクと改称した。
ファルマシア・バイオテクは1997年に英国のアマシャム・ライフサイエンスと合併しアマシャム・ファルマシア・バイオテクとなった。これはファルマシア&アップジョンとの資本関係を解消してアマシャム、さらにアマシャム・バイオサイエンスと改称し、さらに2004年、GEヘルスケア（GE Healthcare, ゼネラル・エレクトリックグループの一員）に買収されてそのライフサイエンス部門となった。GEヘルスケアのライフサイエンス部門の本拠は現在もウプサラにある。かつて1984年にファルマシアからスピンオフしたビアコア社も、2006年にGEヘルスケアに買収された。現在のライフサイエンス部門の日本法人はGEヘルスケア バイオサイエンス株式会社（GEヘルスケアの日本法人としては別にGE横河メディカルシステムもある）。
これにより、現在はファルマシアの名は残っていない。ファイザー社内のスウェーデンに残った諸部門もすでに売却、または売却予定である。